# Plana Lelantina
La Plana Lelantina (grec antic: Λήλαντον πεδίον, llatí: Lelantus Campus) és una plana de l'illa d'Eubea, a Grècia, situada entre les antigues ciutats de Calcis i Erètria. Antigament era una plana fèrtil que durant molt de temps va ser objecte de disputes entre les dues ciutats, conflicte conegut amb el nom de Guerra Lelantina.
La seva fertilitat es devia al fet que havia tingut activitat volcànica. Estrabó diu que una vegada, de sobte, va brollar un torrent d'aigua calenta, i de llavors ençà hi havia fonts d'aigües termals que van ser usades pel dictador Sul·la. El cultiu principal era la vinya, i també hi havia mines de coure i de ferro. Plini el Vell indica que el riu que fluïa per la plana rebia el nom de Lelant (grec antic: Λήλαντος, llatí: Lelantus), segurament corresponent a l'actual riu Lilas.